# Afife Jale
Afife Jale (Istanbul, 1902 - 24 de juliol de 1941) és la primera actriu de teatre turca. Nascuda com Afife a Kadıköy, Istanbul, és filla de Hidayet Bey. El 1919 es converteix en la primera dona musulmana de l'Imperi Otomà a actuar en el teatre. Va adoptar Jale, el nom artístic que utilitza en el seu primer rol, Emel, en Yamalar. Tatlı Sır (turc: 'El secret dolç') va ser el seu segon drama i Odalık ('Odalisca') el tercer. Va estar casada amb el músic turc Selahattin Pınar entre 1929 i 1935.

## Reconeixement
Afife Tiyatro Ödülleri, els Premis de Teatre Afife, que es donen des del 1996, en la seva memòria.